# Fernand Mithouard
Fernand Mithouard (Chevreuse, 22 de mayo de 1909 - Chevreuse, 10 de diciembre de 1993) fue un ciclista francés que fue profesional entre 1933 y 1947. Durante estos años consiguió 12 victorias, destacando una etapa de la París-Niza de 1937 y la Burdeos-París de 1933.

## Palmarés
- 1931
  - 1º en el Gran Premio de Saint Denís
- 1932
  - Campeón de Francia por equipos
  - 1º en la París-Argentan
  - 1º en la París-Château Therry
  - 1º en la París-Evreux
- 1933
  - 1º en la Burdeos-París
  - 1º en el Gran Premio de la Suze a Lille
- 1934
  - Vencedor de una etapa del Critèrium del Echo de Argel
- 1937
  - Vencedor de una etapa de la París-Niza
- 1939
  - 1º en la París-Saint Étienne y vencedor de una etapa
- 1941
  - 1º en el Derby de Saint Germain
- 1943
  - 1º en la Flecha Francesa

### Resultados en el Tour de Francia
- 1936. Abandona (7ª etapa)
- 1939. Abandona (5ª etapa)